# جيهان كامل

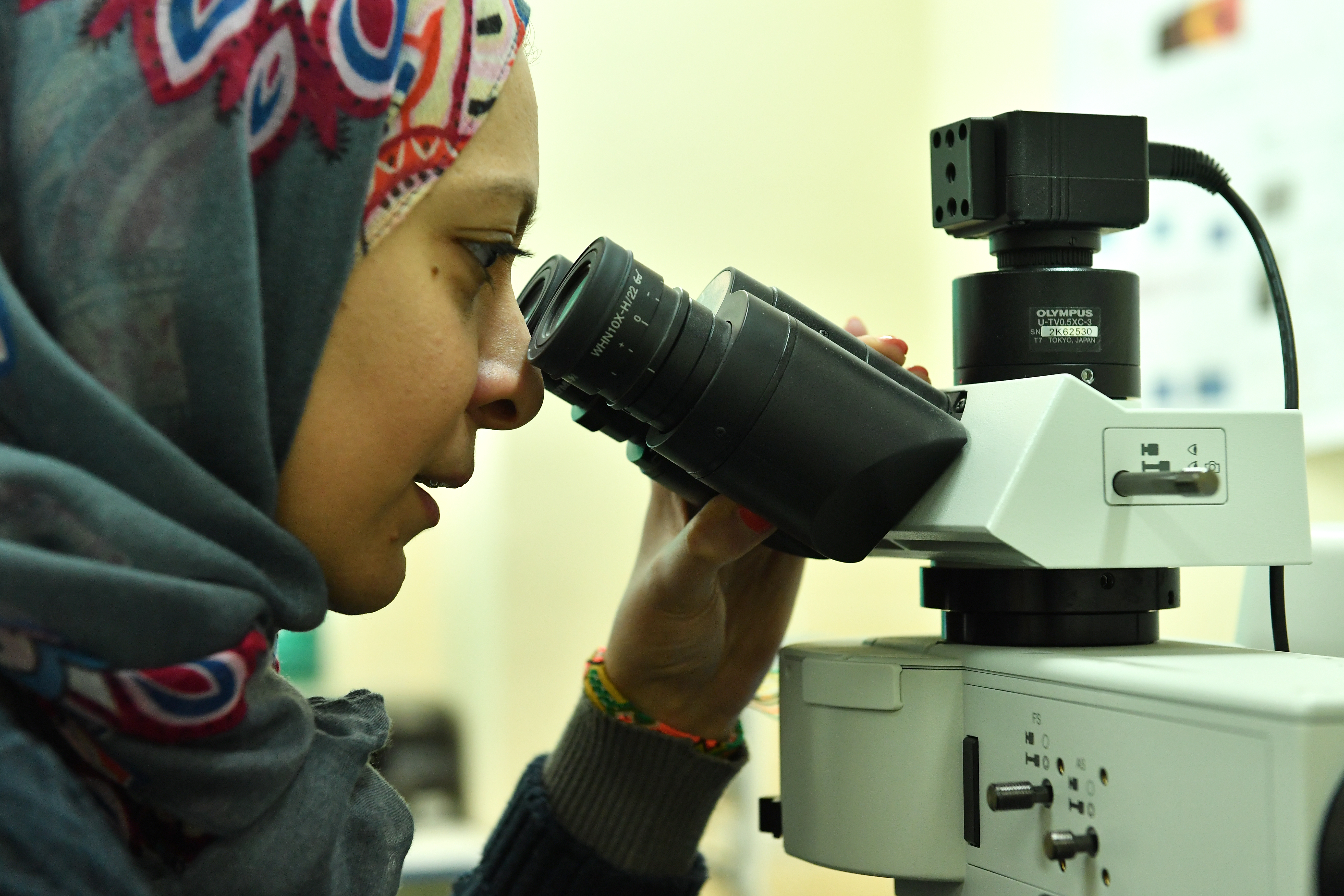
العالمة جيهان كمال

جيهان كامل  عالمة فيزياء مصرية اشتهرت بعملها كعالمة في مجال الأشعة تحت الحمراء في مشروع Synchrotron-light للعلوم التجريبية والتطبيقات في الشرق الأوسط (SESAME). تعيش في الأردن.[بحاجة لمصدر]

## التعليم والحياة المبكرة
والدة جيهان طبيبة ووالدها مدرس. أصبحت «فكرة أن العلم والهندسة مقصودان للرجال فقط [لديها] أقوى دافع لها» لمتابعة مهنة في مجال العلوم.
درست الفيزياء في جامعة حلوان بالقاهرة وحصلت على البكالوريوس. وماجستير في فيزياء الجوامد قبل الانتقال إلى إيطاليا، حيث حصلت على درجة الدكتوراه في الفيزياء الحيوية في عام 2011 من جامعة سابينزا في روما
.

## المجال الوظيفي والبحث العلمي
وهي محاضرة في الفيزياء الحيوية بجامعة حلوان، ومنذ منتصف العقد الأول من القرن الحالي كانت مهتمة بمشروع SESAME الذي يضم تسع دول (البحرين وقبرص ومصر والأردن وباكستان وتركيا وفلسطين وإيران وإسرائيل)، وهي حاليًا المرأة الوحيدة في المشروع.
في عام 2015، حصلت على تقدير لتقديمها في مؤتمر TED حول موضوع «كسر القواعد».